# Liste der Tallinner Stadtoberhäupter
Die Liste der Tallinner Stadtoberhäupter führt 
Bürgermeister, Stadthäupter und weitere Leiter der Stadtverwaltung von Tallinn (bis 1918 Reval) auf.

## Bürgermeister bis 1877

### 1248–1710
Seit der Stadtrechtsverleihung von 1248 wurde die Stadt Reval von einem Stadtrat geführt, der von vier Bürgermeistern geleitet wurde. Diesen stand jeweils ein präsidierender (bzw. wortführender) Bürgermeister vor, wie in den meisten anderen Hansestädten (wie Riga, Danzig, Lübeck). Alle Bürgermeister wurden vom Rat gewählt. Zwischen 1687 und 1710 setzte der schwedische König einen sogenannten Justizbürgermeister als Präsidenten ein, ohne Zustimmung des Rates.
| Name                                  | Bürgermeister        | Präsidierender Bürgermeister | Lebenszeit   | Bemerkungen                                                           |
| ------------------------------------- | -------------------- | ---------------------------- | ------------ | --------------------------------------------------------------------- |
| Hugo Heinrich Czirenberg (Zierenberg) |                      |                              | † 1319       | Ordensritter, Kaufmann, angeblich vom Kaiser eingesetzt               |
| Dietrich Czirenberg (Zierenberg)      |                      |                              | † 1345       | Sohn von Hugo Heinrich Czirenberg                                     |
| Heinrich Czirenberg (Zierenberg)      | 1360                 |                              | † 1366       |                                                                       |
| Constans Corbmacher                   | 1673–1680            | 1674, 1679                   | † 1680       |                                                                       |
| Georg Witte                           | 1675–1677            | 1676                         | † 1677       |                                                                       |
| Heinrich von Rosencron                | 1675–1681, 1687–1690 | 1687–1690                    | um 1630–1690 | 1681 abgesetzt, 1687 vom König zum ersten Justizbürgermeister ernannt |
| Conrad Meusler                        | 1678–1684            |                              | † 1684       |                                                                       |
| Ernst Hahn                            | 1680–1701            |                              |              |                                                                       |
| Heinrich Stampehl                     | 1683–1696            |                              |              |                                                                       |
| Caspar Dunte                          | 1684–1688            | 1686                         | † 1688       | letzter vom Rat gewählter präsidierender Bürgermeister bis 1710       |
| Jobst Dunte                           | 1688–1696            | —                            | 1635/36–1697 |                                                                       |
| Johann Diedrich von Corbmacher        | 1690–1702            | 1690–1702                    | † 1702       | Justizbürgermeister vom König eingesetzt                              |
| Heinrich Baade                        | 1696–1703            | —                            | † 1703       |                                                                       |
| Diedrich Reimers                      | 1701–1710            | —                            | † 1710       |                                                                       |
| Thomas zur Mühlen                     | 1703–1710            | —                            | 1649–1709    |                                                                       |
| Paul Struerus                         | –1708                | 1703–1708                    | † 1708       | Justizbürgermeister, vom König eingesetzt                             |
| Wilhelm Hetling                       | –1710                | 1708–1710                    | † 1710       | Justizbürgermeister, vom König eingesetzt                             |

### 1710–1887
Seit 1710 gehörte Reval zum Russischen Kaiserreich. Es wurde wieder die alte Praxis mit vier Bürgermeistern eingeführt, die jeweils jährlich einen präsidierenden (bzw. wortführenden) Bürgermeister bestimmten.
Seit 1786  wurde die Stadt von einem Stadthaupt geführt, der größere Kompetenzen hatte. Ab 1796 gab es wieder die alte Ratsverfassung mit regelmäßig wechselnden präsidierenden Bürgermeistern. 
| Name                            | Bürgermeister | Präsidierender Bürgermeister                               | Lebenszeit | Bemerkungen                                                                                   |
| ------------------------------- | ------------- | ---------------------------------------------------------- | ---------- | --------------------------------------------------------------------------------------------- |
| Christoph Michael               |               | 1710–1711, 1715, 1719                                      |            | erster präsidierender Bürgermeister, der wieder vom Rat gewählt wurde                         |
| Christian Buchau                | 1710–1721     |                                                            | † 1721     |                                                                                               |
| Joachim Gernet                  | 1710          | —                                                          | 1648–1710  | Bürgermeister für einen Tag, dann gestorben an der Pest                                       |
| Johann Christian Drummer        | 1710–1727     |                                                            | † 1727     |                                                                                               |
| Johann Lanting                  | 1710–1720     |                                                            | † 1720     |                                                                                               |
| Johann Hueck                    | 1719–1727     |                                                            | † 1727     |                                                                                               |
| Heinrich Frese                  | 1721–1742     |                                                            | † 1742     |                                                                                               |
| Johann Witte                    | 1721–1729     |                                                            | † 1729     |                                                                                               |
| Jobst Heinrich von Willen       | 1727–1742     |                                                            | † 1742     |                                                                                               |
| Adolph Oom                      | 1727–1753     | 1729, 1733, 1737, 1750                                     | † 1753     |                                                                                               |
| Christian Thieren               | 1729–1739     |                                                            |            |                                                                                               |
| Christoph Krechter              | 1739–1745     |                                                            | † 1745     |                                                                                               |
| Diedrich Vermeer                | 1742–1761     |                                                            | † 1761     |                                                                                               |
| Andreas Wilcken                 | 1742–1744     |                                                            | † 1744     |                                                                                               |
| Jacob Friedrich Beck(e)         | 1744–1763     | 1745, 1746, 1748, 1750, 1752, 1754, 1756, 1757, 1759, 1761 | † 1763     |                                                                                               |
| Hinrich zur Mühlen              | 1745–1750     |                                                            | 1686–1750  | [ 5 ]                                                                                         |
| Christian Wistinghausen         | 1762–1766     |                                                            | 1701–1766  | 1742 Ratsherr, 1746 Kämmerer                                                                  |
| Johann Hermann zur Mühlen       | –1786         |                                                            | 1719–1789  |                                                                                               |
| Wilhelm Christian Hueck         | 1779–1786     |                                                            | 1727–1796  |                                                                                               |
| Wilhelm Hetling                 |               | 1786–1798                                                  | † 1798     | Stadthaupt 1786–1796 während der Statthalterzeit, dann präsidierender Bürgermeister 1796–1798 |
| Carl Gottschalk Harpe           | 1798–1803     | 1798                                                       | † 1806?    | Syndikus 1783–1786                                                                            |
| Gerhard Heinrich Sendenhorst    | 1800–1806     | 1806                                                       | † 1806     |                                                                                               |
| Gotthard Johann Helding         | 1800–1811     | 1807, 1811                                                 | † 1811     |                                                                                               |
| Heinrich Johann Strahlborn      | 1806–1814     | 1809, 1812                                                 | † 1814     |                                                                                               |
| Andreas Wetterstrandt           |               | 1808                                                       |            |                                                                                               |
| Adolph Oom                      |               | 1810                                                       |            |                                                                                               |
| Christian Friedrich Hippius     | 1811–1823     | 1813, 1817                                                 | 1736–1824  | 1797 Ratsherr, 1806 Kämmerer                                                                  |
| Adam Johann von Hueck           | seit 1811     |                                                            | 1766–1829  |                                                                                               |
| Fabian Barward Hoeppner         |               | 1814                                                       |            |                                                                                               |
| Thomas Johann von Dehn          | 1814–1817     | 1815–1816                                                  | † 1817     |                                                                                               |
| Karl Johann Salemann            | 1817–1843     | 1819–1823, 1825–1827, 1829–1831, 1833–1835, 1837–1838      | 1769–1843  |                                                                                               |
| Thomas Benedict Frese           |               | 1818                                                       |            |                                                                                               |
| Carl Eberhard Riesenkampff      | 1823–1825     | 1824                                                       |            |                                                                                               |
| Peter Heinrich von Witt         | 1825–1855     | 1828, 1832, 1836, 1839                                     | † 1855     |                                                                                               |
| Johann Karl Girard de Soucanton | 1837–1864     |                                                            | 1785–1868  | 1826 Ratsherr, auch französischer Konsul, Kommerzienrat, Unternehmer                          |
| Johann Hermann Haecks           |               | 1840–1846                                                  |            |                                                                                               |
| August Jordan                   | 1843–1844     | —                                                          | † 1844     |                                                                                               |
| Friedrich Georg von Bunge       | 1844–1858     | 1847–1854, 1856                                            | 1802–1897  | Rechtshistoriker                                                                              |
| Heinrich Joachim Alstadius      | 1855–1860     |                                                            |            |                                                                                               |
| Heinrich Georg Gloy             | 1858–1865     |                                                            |            |                                                                                               |
| Carl August Mayer               | 1860–1864     |                                                            | 1789–1871  | [ 7 ]                                                                                         |
| Ernst Baetge                    | 1864–1875     | 1864–1875                                                  | 1816–1876  |                                                                                               |
| Alexander Luther                | 1864–1875     | —                                                          | 1810–1876  |                                                                                               |
| Robert Weisse                   | 1876–1886     | 1886                                                       | 1817–1886  |                                                                                               |
| Arthur Girard de Soucanton      | 1876–1883     |                                                            | 1813–1884  |                                                                                               |
| Woldemar Mayer                  | 1877–1883     |                                                            | 1829–1883  |                                                                                               |
| Georg von Gloy                  | 1884–1889     | 1886–1889                                                  | 1823–1905  |                                                                                               |
| Carl Elfenbein                  | 1884–1888     |                                                            | 1832–1888  |                                                                                               |
| August von Husen                | 1886–1889     |                                                            | 1833–1904  |                                                                                               |

## Stadtoberhäupter seit 1877
1877 wurde die reformierte Ratsverfassung von 1786/96 wiederhergestellt. Die Stadt Reval wurde nun von einem Stadthaupt (russisch Городской голова)  geleitet. Seit der estnischen Unabhängigkeit von 1918 stand der Stadt Tallinn ein Bürgermeister vor.
Während der sowjetischen Besetzung Estlands (1940–1941, 1944–1990) fungierte der Vorsitzende des Exekutivkomitees (estnisch Tallinna Töörahva Saadikute Nõukogu Täitevkomitee esimees, später Tallinna Rahvasaadikute Nõukogu Täitevkomitee esimees) als Stadtoberhaupt.
Kurz vor Wiedererlangung der estnischen Unabhängigkeit wurde 1990 der Titel des Tallinner Bürgermeisters wieder eingeführt.
|    | Amtszeit                          | Name                              | Titel                                                                                          | Parteizugehörigkeit                          |
| -- | --------------------------------- | --------------------------------- | ---------------------------------------------------------------------------------------------- | -------------------------------------------- |
| 2  | 22. Dezember 1877 – 6. April 1878 | Oscar Arthur von Riesemann        | Stadthaupt                                                                                     |                                              |
| 3  | April 1878 – Juni 1883            | Alexander Rudolf Karl von Uexküll | Stadthaupt                                                                                     |                                              |
| 4  | Juni 1883 – August 1885           | Wilhelm Greiffenhagen             | Stadthaupt                                                                                     |                                              |
|    | August – Dezember 1885            | Viktor von Maydell                | Stellvertretendes Stadthaupt                                                                   |                                              |
| 5  | Dezember 1885 – Juli 1894         | Viktor von Maydell                | Stadthaupt                                                                                     |                                              |
| 6  | Juli 1894 – April 1895            | Eduard Ernst Bätke                | Stellvertretendes Stadthaupt                                                                   |                                              |
| 7  | April 1895 – Februar 1905         | Karl Johann von Hueck             | Stadthaupt                                                                                     |                                              |
| 8  | Februar – Dezember 1905           | Erast Hiatsintov                  | Stadthaupt                                                                                     |                                              |
| 9  | Dezember 1905 – Mai 1906          | Eugen Edmund Eduard Erbe          | Stellvertretendes Stadthaupt                                                                   |                                              |
| 10 | Mai 1906 – August 1913            | Voldemar Lender                   | Stadthaupt                                                                                     |                                              |
| 11 | August 1913 – April 1917          | Jaan Poska                        | Stadthaupt                                                                                     |                                              |
| 12 | April – September 1917            | Gavriil Beljagin                  | Stellvertretendes Stadthaupt                                                                   |                                              |
| 13 | September 1917 – März 1918        | Voldemar Vöölmann                 | Vorsitzender des Stadtrats                                                                     |                                              |
| 14 | März – 13. November 1918          | Erhard Arnold Julius Dehio        | Oberbürgermeister                                                                              |                                              |
| 15 | März – 13. November 1918          | Alexander Riesenkampff            | Zweiter Bürgermeister                                                                          |                                              |
| 16 | 13. – 25. November 1918           | Aleksander Pallas                 | provisorischer stellvertretender Bürgermeister                                                 |                                              |
| 17 | 25. November 1918 – Mai 1919      | Aleksander Hellat                 | Bürgermeister                                                                                  | Estnische Sozialdemokratische Arbeiterpartei |
| 18 | Mai – Juni 1919                   | Anton Uesson                      | Stellvertretender Bürgermeister                                                                | Estnische Arbeitspartei                      |
| 19 | Juni – Juli 1919                  | Gottlieb Ast                      | Bürgermeister                                                                                  | Estnische Sozialdemokratische Arbeiterpartei |
| 20 | Juli 1919 – April 1934            | Anton Uesson                      | Bürgermeister                                                                                  | Estnische Arbeitspartei                      |
| 21 | April 1934 – Dezember 1939        | Jaan Soots                        | Bürgermeister (ab 1. Mai 1938 Oberbürgermeister)                                               |                                              |
| 22 | Dezember 1939 – Juli 1940         | Aleksander Tõnisson               | Oberbürgermeister                                                                              |                                              |
| 23 | Juli 1940 – Januar 1941           | Aleksander Kiidelmaa              | Bürgermeister                                                                                  |                                              |
| 24 | Januar – 24. August 1941          | Kristjan Seaver                   | Vorsitzender des Exekutivkomitees                                                              | Kommunistische Partei Estlands               |
| 25 | 24. – 29. August 1941             | Artur Terras                      | Bürgermeister (ab 29. August 1941 Oberbürgermeister, ab 6. Dezember 1941 Erster Bürgermeister) |                                              |
| 26 | September 1944 – Februar 1945     | Aleksander Kiidelmaa              | Vorsitzender des Exekutivkomitees                                                              | Kommunistische Partei Estlands               |
| 27 | Februar – September 1945          | Ado Kurvits                       | Vorsitzender des Exekutivkomitees                                                              | Kommunistische Partei Estlands               |
| 28 | September 1945 – März 1961        | Aleksander Hendrikson             | Vorsitzender des Exekutivkomitees                                                              | Kommunistische Partei Estlands               |
| 29 | März 1961 – Juni 1971             | Johannes Undusk                   | Vorsitzender des Exekutivkomitees                                                              | Kommunistische Partei Estlands               |
| 30 | Juni 1971 – Juli 1979             | Ivar Kallion                      | Vorsitzender des Exekutivkomitees                                                              | Kommunistische Partei Estlands               |
| 31 | Juli 1979 – Dezember 1984         | Albert Norak                      | Vorsitzender des Exekutivkomitees                                                              | Kommunistische Partei Estlands               |
| 32 | Dezember 1984 – Januar 1990       | Harri Lumi                        | Vorsitzender des Exekutivkomitees                                                              | Kommunistische Partei Estlands               |
| 33 | Januar 1990 – April 1992          | Hardo Aasmäe                      | Bürgermeister                                                                                  | Volksfront                                   |
| 34 | April 1992 – 31. Oktober 1996     | Jaak Tamm                         | Bürgermeister                                                                                  | Estnische Koalitionspartei                   |
| 35 | 31. Oktober – 14. November 1996   | Priit Vilba                       | Bürgermeister                                                                                  | Estnische Reformpartei                       |
| 36 | 14. November 1996 – Mai 1997      | Robert Lepikson                   | Bürgermeister                                                                                  | Estnische Koalitionspartei                   |
| 37 | Mai 1997 – März 1999              | Ivi Eenmaa                        | Bürgermeisterin                                                                                | Estnische Koalitionspartei                   |
| 38 | März – November 1999              | Peeter Lepp                       | Bürgermeister                                                                                  | Estnische Zentrumspartei                     |
| 39 | November 1999 – Juni 2001         | Jüri Mõis                         | Bürgermeister                                                                                  | Vaterlandsunion                              |
| 40 | Juni – Dezember 2001              | Tõnis Palts                       | Bürgermeister                                                                                  | Vaterlandsunion                              |
| 41 | Dezember 2001 – Oktober 2004      | Edgar Savisaar                    | Bürgermeister                                                                                  | Estnische Zentrumspartei                     |
| 42 | Oktober 2004 – November 2005      | Tõnis Palts                       | Bürgermeister                                                                                  | Res Publica                                  |
| 43 | November 2005 – April 2007        | Jüri Ratas                        | Bürgermeister                                                                                  | Estnische Zentrumspartei                     |
| 44 | 9. April 2007 – September 2015    | Edgar Savisaar                    | Bürgermeister                                                                                  | Estnische Zentrumspartei                     |
| 45 | September 2015 – April 2019       | Taavi Aas                         | Bürgermeister (2015 bis 2017 geschäftsführend)                                                 | Estnische Zentrumspartei                     |
| 46 | April 2019 – April 2024           | Mihhail Kõlvart                   | Bürgermeister                                                                                  | Estnische Zentrumspartei                     |
| 47 | seit April 2024                   | Jevgeni Ossinovski                | Bürgermeister                                                                                  | Sozialdemokratische Partei Estlands          |